# J. League Division 1 2003
La temporada de 2003 de la J. League fue el undécimo campeonato profesional de Japón celebrado en el país. Tuvo lugar desde el 22 de marzo hasta el 29 de noviembre de 2003, y contó con dieciséis equipos en J1 y doce en J2. Fue la primera edición de liga sin prórroga, al incluir un sistema de puntuación idéntico al de las ligas europeas.
El vencedor de ese año fue Yokohama F. Marinos, que venció en las dos rondas.

## Ascensos y descensos
| Pos | Ascendidos de la J. League Division 2 2002 |
| --- | ------------------------------------------ |
| 1.º | Oita Trinita                               |
| 2.º | Cerezo Osaka                               |

| Pos  | Descendidos en la temporada 2002 |
| ---- | -------------------------------- |
| 15.º | Sanfrecce Hiroshima              |
| 16.º | Consadole Sapporo                |

## Sistema del campeonato
Se mantuvo el sistema de dos rondas en J1 con final de campeonato y de liga única en la J2. Los dos peores de la J1 a lo largo de todas las dos rondas descienden y son sustituidos por los dos equipos ganadores de la J2.

### Equipos de la J. League 1
| - Cerezo Osaka - FC Tokyo - JEF United Ichihara - Gamba Osaka |  | - Júbilo Iwata - Kashima Antlers - Kashiwa Reysol - Kyoto Purple Sanga |  | - Nagoya Grampus Eight - Oita Trinita - Shimizu S-Pulse - Tokyo Verdy 1969 |  | - Urawa Red Diamonds - Vegalta Sendai - Vissel Kobe - Yokohama F. Marinos |

### Equipos de la J. League 2
| - Albirex Niigata - Avispa Fukuoka - Consadole Sapporo - Kawasaki Frontale |  | - Mito HollyHock - Montedio Yamagata - Omiya Ardija - Sagan Tosu |  | - Sanfrecce Hiroshima - Shonan Bellmare - Ventforet Kofu - Yokohama FC |

El sistema de competición en la J1 es similar al de los Torneos Apertura y Clausura, mientras que en la J2 se disputó una liga única a cuatro rondas: dos a ida y dos a vuelta (44 partidos en total). Tras ser probado en la J2 con éxito, la J1 introdujo por primera vez el sistema de puntuación de las ligas europeas: 3 puntos por victoria, 1 por empate y 0 por la derrota.

## J. League 1
La edición de 2003 logró igualar los buenos resultados obtenidos por la expectación causada por el Mundial de fútbol, manteniendo una base fiel de seguidores que dieron rentabilidad y estabilidad al campeonato. Los equipos volvieron a generar beneficios, y esto se reflejó en los fichajes: algunos clubes como Yokohama F. Marinos volvieron a fichar jugadores internacionales al borde de la retirada como Cafú, pero la tendencia general era una apuesta por la cantera y algún jugador extranjero. La J. League llegó incluso a ser vista como una cantera de futuras promesas, debido a la trayectoria de jugadores como Inamoto, Ono o Nakamura en las ligas europeas.
A pesar de que Yokohama F. Marinos venció en las dos rondas, el campeonato estuvo bastante igualado. Takeshi Okada, antiguo técnico de la selección japonesa, consiguió dirigir a un equipo que en anteriores temporadas estuvo en declive a la victoria. Mientras que en la primera ronda supo imponerse con relativa tranquilidad, la segunda fue una lucha entre hasta seis equipos que no se decidió hasta la última jornada. Ganando las dos fases, F. Marinos fue campeón de liga sin necesidad de jugar final.
La empresa Suntory decidió, después del resultado, retirar su patrocinio de la final de campeonato al no haberse celebrado en dos ocasiones. Por ello la organización de la J. League decidió eliminar el sistema Apertura y Clausura a partir de la temporada 2005.

### Clasificación

#### Primera fase
Del 22 de marzo al 2 de agosto
| Pos. | Equipo               | Pts. | PJ | G  | E | P  | GF | GC | Dif. | Clasificación        |
| ---- | -------------------- | ---- | -- | -- | - | -- | -- | -- | ---- | -------------------- |
| 1    | Yokohama F. Marinos  | 32   | 15 | 10 | 2 | 3  | 29 | 16 | +13  | Final del Campeonato |
| 2    | Júbilo Iwata         | 31   | 15 | 9  | 4 | 2  | 34 | 17 | +17  |                      |
| 3    | JEF United Ichihara  | 27   | 15 | 8  | 3 | 4  | 33 | 20 | +13  |                      |
| 4    | F.C. Tokyo           | 25   | 15 | 7  | 4 | 4  | 14 | 11 | +3   |                      |
| 5    | Cerezo Osaka         | 25   | 15 | 8  | 1 | 6  | 29 | 29 | 0    |                      |
| 6    | Urawa Red Diamonds   | 24   | 15 | 7  | 3 | 5  | 25 | 23 | +2   |                      |
| 7    | Nagoya Grampus Eight | 23   | 15 | 5  | 8 | 2  | 19 | 16 | +3   |                      |
| 8    | Kashima Antlers      | 23   | 15 | 7  | 2 | 6  | 23 | 21 | +2   |                      |
| 9    | Kashiwa Reysol       | 21   | 15 | 6  | 3 | 6  | 19 | 19 | 0    |                      |
| 10   | Tokyo Verdy 1969     | 19   | 15 | 6  | 1 | 8  | 28 | 32 | −4   |                      |
| 11   | Shimizu S-Pulse      | 18   | 15 | 5  | 3 | 7  | 20 | 18 | +2   |                      |
| 12   | Gamba Osaka          | 16   | 15 | 4  | 4 | 7  | 26 | 29 | −3   |                      |
| 13   | Vissel Kobe          | 16   | 15 | 5  | 1 | 9  | 18 | 34 | −16  |                      |
| 14   | Oita Trinita         | 15   | 15 | 4  | 3 | 8  | 20 | 21 | −1   |                      |
| 15   | Vegalta Sendai       | 12   | 15 | 3  | 3 | 9  | 17 | 28 | −11  |                      |
| 16   | Kyoto Purple Sanga   | 10   | 15 | 3  | 1 | 11 | 14 | 34 | −20  |                      |

 Fuente: J. League Data Site: 2003 J.LEAGUE Division 1 1st League table
Criterios de clasificación: 1) puntos; 2) diferencia de goles; 3) número de goles marcados; 4) resultados entre los equipos en cuestión.

#### Segunda fase
Del 1 de septiembre al 30 de noviembre
| Pos. | Equipo               | Pts. | PJ | G | E | P | GF | GC | Dif. | Clasificación        |
| ---- | -------------------- | ---- | -- | - | - | - | -- | -- | ---- | -------------------- |
| 1    | Yokohama F. Marinos  | 26   | 15 | 7 | 5 | 3 | 27 | 17 | +10  | Final del Campeonato |
| 2    | JEF United Ichihara  | 26   | 15 | 7 | 5 | 3 | 24 | 18 | +6   |                      |
| 3    | Júbilo Iwata         | 26   | 15 | 7 | 5 | 3 | 22 | 17 | +5   |                      |
| 4    | Kashima Antlers      | 25   | 15 | 6 | 7 | 2 | 21 | 19 | +2   |                      |
| 5    | F.C. Tokyo           | 24   | 15 | 6 | 6 | 3 | 32 | 20 | +12  |                      |
| 6    | Urawa Red Diamonds   | 23   | 15 | 6 | 5 | 4 | 29 | 19 | +10  |                      |
| 7    | Gamba Osaka          | 23   | 15 | 6 | 5 | 4 | 24 | 17 | +7   |                      |
| 8    | Nagoya Grampus Eight | 22   | 15 | 6 | 4 | 5 | 30 | 26 | +4   |                      |
| 9    | Tokyo Verdy 1969     | 21   | 15 | 5 | 6 | 4 | 28 | 25 | +3   |                      |
| 10   | Shimizu S-Pulse      | 21   | 15 | 6 | 3 | 6 | 19 | 26 | −7   |                      |
| 11   | Kashiwa Reysol       | 16   | 15 | 3 | 7 | 5 | 16 | 20 | −4   |                      |
| 12   | Cerezo Osaka         | 15   | 15 | 4 | 3 | 8 | 26 | 27 | −1   |                      |
| 13   | Vissel Kobe          | 14   | 15 | 3 | 5 | 7 | 17 | 29 | −12  |                      |
| 14   | Kyoto Purple Sanga   | 13   | 15 | 3 | 4 | 8 | 14 | 26 | −12  |                      |
| 15   | Vegalta Sendai       | 12   | 15 | 2 | 6 | 7 | 14 | 28 | −14  |                      |
| 16   | Oita Trinita         | 11   | 15 | 1 | 8 | 6 | 7  | 16 | −9   |                      |

 Fuente: J. League Data Site: 2003 J.LEAGUE Division 1 2nd League table
Criterios de clasificación: 1) puntos; 2) diferencia de goles; 3) número de goles marcados; 4) resultados entre los equipos en cuestión.
Sistema de puntuación: Victoria = 3 puntos; Empate (E) = 1 punto; Derrota = 0 puntos

#### General
| Pos. | Equipo                  | Pts. | PJ | G  | E  | P  | GF | GC | Dif. | Clasificación o descenso                                                           |
| ---- | ----------------------- | ---- | -- | -- | -- | -- | -- | -- | ---- | ---------------------------------------------------------------------------------- |
| 1    | Yokohama F. Marinos (C) | 58   | 30 | 17 | 7  | 6  | 56 | 33 | +23  | Clasificado a la Liga de Campeones de la AFC 2004 y a la Copa de Campeones A3 2004 |
| 2    | Júbilo Iwata            | 57   | 30 | 16 | 9  | 5  | 56 | 34 | +22  | Clasificado a la Liga de Campeones de la AFC 2004                                  |
| 3    | JEF United Ichihara     | 53   | 30 | 15 | 8  | 7  | 57 | 38 | +19  |                                                                                    |
| 4    | F.C. Tokyo              | 49   | 30 | 13 | 10 | 7  | 46 | 31 | +15  |                                                                                    |
| 5    | Kashima Antlers         | 48   | 30 | 13 | 9  | 8  | 44 | 40 | +4   |                                                                                    |
| 6    | Urawa Red Diamonds      | 47   | 30 | 13 | 8  | 9  | 54 | 42 | +12  |                                                                                    |
| 7    | Nagoya Grampus Eight    | 45   | 30 | 11 | 12 | 7  | 49 | 42 | +7   |                                                                                    |
| 8    | Tokyo Verdy 1969        | 40   | 30 | 11 | 7  | 12 | 56 | 57 | −1   |                                                                                    |
| 9    | Cerezo Osaka            | 40   | 30 | 12 | 4  | 14 | 55 | 56 | −1   |                                                                                    |
| 10   | Gamba Osaka             | 39   | 30 | 10 | 9  | 11 | 50 | 46 | +4   |                                                                                    |
| 11   | Shimizu S-Pulse         | 39   | 30 | 11 | 6  | 13 | 39 | 44 | −5   |                                                                                    |
| 12   | Kashiwa Reysol          | 37   | 30 | 9  | 10 | 11 | 35 | 39 | −4   |                                                                                    |
| 13   | Vissel Kobe             | 30   | 30 | 8  | 6  | 16 | 35 | 63 | −28  |                                                                                    |
| 14   | Oita Trinita            | 26   | 30 | 5  | 11 | 14 | 27 | 37 | −10  |                                                                                    |
| 15   | Vegalta Sendai          | 24   | 30 | 5  | 9  | 16 | 31 | 56 | −25  | Descendido a J. League Division 2 2004                                             |
| 16   | Kyoto Purple Sanga      | 23   | 30 | 6  | 5  | 19 | 28 | 60 | −32  | Descendido a J. League Division 2 2004                                             |

 Fuente: J. League Data Site: 2003 J.LEAGUE Division 1 Overall table for the season
Criterios de clasificación: 1) puntos; 2) diferencia de goles; 3) número de goles marcados; 4) resultados entre los equipos en cuestión.
Sistema de puntuación: Victoria = 3 puntos; Empate (E) = 1 punto; Derrota = 0 puntos

### Final del campeonato
No fue necesaria su disputa al vencer Yokohama F. Marinos en las dos rondas.
|                                        |
|                                        |
| Campeón Yokohama F. Marinos 2.º título |

## J. League 2
La edición de 2003 mostró una consolidación en las economías de los equipos y la asistencia a los estadios, que en algunos casos como el Albirex Niigata superaban a todos los de J1 con más de 30.000 espectadores de media. Existían casos aislados de clubes con problemas financieros, siendo el Sagan Tosu el máximo exponente. Los datos positivos sobre la mayoría de equipos hicieron que la J. League continuara con el sistema actual, optando por realizar un futuro plan de ampliación.
Las diferencias de potencial entre los equipos continuaban, y el ascenso estuvo disputado entre tres equipos sin decidirse hasta las últimas jornadas. Finalmente lograron su ascenso Albirex Niigata y Sanfrecce Hiroshima.

### Clasificación
| Puesto | Equipo              | Ptos | V  | E  | P  | GF | GC | DG  | Nota     |
| ------ | ------------------- | ---- | -- | -- | -- | -- | -- | --- | -------- |
| 1      | Albirex Niigata     | 88   | 27 | 7  | 10 | 80 | 40 | +40 | Asciende |
| 2      | Sanfrecce Hiroshima | 86   | 25 | 11 | 8  | 65 | 35 | +30 | Asciende |
| 3      | Kawasaki Frontale   | 85   | 24 | 13 | 7  | 88 | 47 | +41 |          |
| 4      | Avispa Fukuoka      | 71   | 21 | 8  | 15 | 67 | 62 | +5  |          |
| 5      | Ventforet Kofu      | 69   | 19 | 12 | 13 | 58 | 46 | +12 |          |
| 6      | Omiya Ardija        | 61   | 18 | 7  | 19 | 52 | 61 | -9  |          |
| 7      | Mito HollyHock      | 56   | 15 | 11 | 18 | 37 | 41 | -4  |          |
| 8      | Montedio Yamagata   | 55   | 15 | 10 | 19 | 52 | 60 | -8  |          |
| 9      | Consadole Sapporo   | 52   | 13 | 13 | 18 | 57 | 56 | +1  |          |
| 10     | Shonan Bellmare     | 44   | 11 | 11 | 22 | 33 | 53 | -20 |          |
| 11     | Yokohama FC         | 42   | 10 | 12 | 22 | 49 | 88 | -39 |          |
| 12     | Sagan Tosu          | 20   | 3  | 11 | 30 | 40 | 89 | -49 |          |

Sistema de puntuación: Victoria = 3 puntos; Empate (E) = 1 punto; Derrota = 0 puntos

## Premios

### Individuales
- Jugador más valioso del campeonato: Emerson (Urawa Red Diamonds)
- Máximo goleador: Ueslei, 22 goles (Nagoya Grampus Eight)
- Mejor debutante: Daisuke Nasu (Yokohama F. Marinos)
- Mejor entrenador: Takeshi Okada (Yokohama F. Marinos)

### Mejor once inicial
| Posición | Futbolista        | Club                 | País              |
| -------- | ----------------- | -------------------- | ----------------- |
| GK       | Seigo Narazaki    | Nagoya Grampus Eight | Bandera de Japón  |
| DF       | Keisuke Tsuboi    | Urawa Red Diamonds   | Bandera de Japón  |
| DF       | Dutra             | Yokohama F. Marinos  | Bandera de Brasil |
| DF       | Yuji Nakazawa     | Yokohama F. Marinos  | Bandera de Japón  |
| MF       | Mitsuo Ogasawara  | Kashima Antlers      | Bandera de Japón  |
| MF       | Takashi Fukunishi | Júbilo Iwata         | Bandera de Japón  |
| MF       | Daisuke Oku       | Yokohama F. Marinos  | Bandera de Japón  |
| MF       | Yasuhito Endō     | Gamba Osaka          | Bandera de Japón  |
| FW       | Emerson           | Urawa Red Diamonds   | Bandera de Brasil |
| FW       | Ueslei            | Nagoya Grampus Eight | Bandera de Brasil |
| FW       | Tatsuhiko Kubo    | Yokohama F. Marinos  | Bandera de Japón  |